# Lâm Sơn, Chi Lăng
Lâm Sơn là một xã thuộc huyện Chi Lăng, tỉnh Lạng Sơn, Việt Nam.
Xã Lâm Sơn có diện tích 38,57 km², dân số năm 1999 là 1.788 người, mật độ dân số đạt 46 người/km².
Theo thống kê năm 2019, xã Lâm Sơn có diện tích 38,57 km², dân số là 1.705 người, mật độ dân số đạt 44 người/km².